# Lapinsaari (ö i Finland, Norra Karelen, Pielisen Karjala, lat 63,14, long 30,75)
Lapinsaari är en halvö i Finland. Den ligger i sjön Suomunjärvi och i kommunen Lieksa i den ekonomiska regionen  Pielinen-Karelen  och landskapet Norra Karelen, i den östra delen av landet, 400 km nordost om huvudstaden Helsingfors.